# Guilty (Teddy Swims)
Guilty is een nummer van de Amerikaanse zanger Teddy Swims uit 2025. Het is de derde single van zijn tweede studioalbum I've Tried Everything but Therapy (Part 2).
"Guilty" heeft een ander geluid dan de vorige singles van Swims. Het is een soulplaat, maar Swims gaat nu iets meer de kant van de poprock op dan hij eerder deed. Op het nummer bezingt Swins zijn allesverslindende liefde voor zijn ex, die inmiddels al een ander gevonden heeft. Swims zingt dat hij last heeft van een bloedend hart en dat hij de nieuwe liefde van zijn ex intens haat. Het nummer werd enkel in het Nederlandse taalgebied een hit. Meteen na de release kwam het nummer onder de aandacht van de Nederlandse radiostations; het werd Q Music-Alarmschijf, 538 Favourite, en 3FM Megahit. In zowel de Nederlandse Top 40 als de Vlaamse Ultratop 50 bereikte de plaat een 25e positie.

## Tracklijst
Muziekdownload
1. "Guilty" - 2:56